# Karl-Arne Bergman
Karl-Arne Bergman, född 19 augusti 1918 i Uppsala, död 7 november 1974 i Råsunda, Solna kommun, var en svensk skådespelare, rekvisitör och inspicient.
Bergman är begravd på Solna kyrkogård.

## Filmografi i urval
- 1937 – Ryska snuvan
- 1939 – Adolf i eld och lågor
- 1939 – Kadettkamrater
- 1940 – Blyge Anton
- 1941 – Soliga Solberg
- 1942 – En sjöman i frack
- 1942 – Kvinnan tar befälet
- 1943 – Livet på landet
- 1943 – Elvira Madigan
- 1943 – Fångad av en röst
- 1944 – Kärlekslivets offer
- 1944 – Mitt folk är icke ditt
- 1945 – Flickor i hamn
- 1963 – Tystnaden
- 1963 – Nattvardsgästerna
- 1966 – Syskonbädd 1782
- 1966 – Yngsjömordet
- 1967 – Den onda cirkeln
- 1967 – Mördaren – en helt vanlig person
- 1968 – Skammen